# Marco Nicoletti (calciatore)
Marco Nicoletti (Verona, 11 febbraio 1959) è un allenatore di calcio ed ex calciatore italiano, di ruolo attaccante.

## Carriera

### Giocatore

#### Club
Inizia la carriera nel Como. Con lui la squadra lariana centrerà, alla fine degli anni settanta, la doppia promozione in Serie B e poi in Serie A.

Nicoletti a Como nei primi anni ottanta

Debutta nel Como nel torneo 1977-1978, in Serie B. Disputa 15 gare segnando 3 gol e la squadra, allenata per un breve periodo da Luis Suárez, non evita la retrocessione in Serie C1. Nel 1978-1979 il Como guida il torneo e si piazza quasi subito al primo posto, restandoci fino alla fine. Nicoletti realizza 5 gol in 21 gare e l'anno successivo, con 13 gol in 36 gare, è capocannoniere della Serie B, con la sua squadra di nuovo prima. Forma il reparto d'attacco della squadra con Ezio Cavagnetto. A 21 anni gioca in Serie A: con 28 presenze e 6 reti centra la salvezza con il Como.
Nel 1981-1982 il Como si classifica ultimo, con Nicoletti a segno 4 volte; il giocatore disputa quindi anche un campionato tra i cadetti, l'ultimo con la maglia dei lariani, concluso con la mancata promozione agli spareggi, sempre con 4 gol all'attivo.
Nel giugno del 1983 lascia le rive del Lario, dopo sei campionati, 151 presenze e 35 gol. È la Cremonese a richiederlo, e in grigiorosso disputa cinque tornei, uno in Serie A e quattro in Serie B, sommando 155 gare e 37 gol, contribuendo, con 9 realizzazioni, al ritorno dei grigiorossi in Serie A, dopo oltre cinquant'anni, nella stagione 1983-1984. Nel 1984-1985 realizza 5 reti in Serie A, rivelatesi non sufficienti per la salvezze dei lombardi, e nel 1986-1987 segna 14 reti in Serie B, stabilendo il suo record personale di realizzazioni (anche in questo caso l'obiettivo della promozione viene fallito agli spareggi).Termina l'esperienza con i grigiorossi 1987-1988.
Nel 1988-1989, è in Serie C1, nell'allora Lanerossi Vicenza. Colleziona 15 gare e 4 gol in un torneo concluso un punto sopra la zona retrocessione. Giocherà successivamente a Voghera in Serie Interregionale/D. Dopo il campionato 1989-1990 con la Vogherese, nel giugno dello stesso anno firma un contratto con i North York Rockets, squadra del campionato canadese, con i quali raggiungerà i quarti di finale dei play-off, persi contro i Vancouver 86ers; in quell'esperienza Nicoletti si ritroverà in squadra con l'ex compagno del Como Enrico Todesco.
Conclude l'attività agonistica con 78 presenze e 15 reti in Serie A (10 col Como e 5 con la Cremonese).

#### Nazionale
Conta 3 presenze nella Nazionale Under-21 (2 con l'Under propriamente detta e una con l'Olimpica), senza reti, oltre a svariate presenze e gol nelle Nazionali minori.

### Allenatore
Nella stagione 2008/2009 allena il Brera in Prima Categoria. Dal 2010 al 2012 allena i Giovanissimi nazionali della Cremonese. Nella stagione 2012-2013 ha allenato in Terza categoria la Grumulus di Grumello Cremonese.

## Palmarès

### Giocatore

#### Competizioni nazionali
- Serie C1: 1

Como: 1978-1979
- Serie B: 1

Como: 1979-1980

### Individuale
- Capocannoniere della Serie B: 1

1979-1980 (13 reti)